# 行動・償いの印・平和奉仕
行動・償いの印・平和奉仕（こうどう・つぐないのしるし・へいわほうし 独:Aktion Sühnezeichen Friedensdienste ASF）は、ドイツを中心に活動する平和運動団体。英語の公式名（Action Reconciliation Service For Peace）を直訳すると「行動・和解・平和奉仕」。

## 概要
1958年に設立され、当時の西ドイツで主に福音派教会の信者団体を中心にナチズムとの対話、罪の告白などを経て和解を成就させようとする試みがスタートした。その後、活動は東西ドイツ、イスラエル、イギリスなどに展開し、国際ボランティアプログラムを通じて歴史的対立などを和解へと導くための諸活動を展開している。 
和解プログラムに参加する若者の多くは良心的兵役拒否から社会奉仕を選択した青年たちで、約11ヶ月間、国内外のボランティアとして派遣される。派遣先は欧州各国のほか、アメリカ、中東にも広がっており、現代的な社会奉仕プログラムのモデルケースとしても評価を得ている。